# Babian (musikgrupp)
Babian är en rockgrupp från Malmö,  bildat 2006 av Tobias Allvin. Babian spelar 60-talsinfluerad garagerock med sång på skånska. De har blivit jämförda med band som MC5, bob hund och The Hives. 
Texterna är oftast civilisationskritiska och därifrån kommer också namnet på gruppen. Dessutom nämnde de vänner som fick höra Babian först, att de lät som en flock babianer.
Gruppen byggde snabbt upp ett rykte om sig att framföra vilda konserter och blev tidigt kallade "Sveriges bästa liveband". Innan de hade skivkontrakt hann de spela på många av landets största festivaler, däribland Hultsfredsfestivalen, Peace & Love och Emmabodafestivalen m.fl.
Sångaren och textförfattaren Tobias Allvin spelar även i bandet Tummel. 

## Biografi
Tobias Allvin (sång) och Conny Andersson (gitarr) hade länge pratat om att starta ett band med texter på svenska. Först flera år efter, ungefär vid årsskiftet 05/06 träffas Andersson och Allvin igen, varvid Allvin berättade att han skrivit texter på svenska. Christian Norefalk (bas) och Anders Baeck (trummor) slöt sig snabbt till gruppen. Första spelningen ägde rum den 29 juli 2006 på Möllevångsfestivalen. Det dröjde inte länge innan de drog fulla hus på sina spelningar runtom Malmö. Babian fick snabbt titeln "Sveriges bästa liveband". De kallade vid den här tiden sin musik för "Aprock" och anammade det även i liveshowen genom att kasta ut bananer till publiken, hoppa vilt på scenen och använda sig av billig pyroteknik. 
Babian hade redan innan sitt debutalbum spelat på de flesta klubbar och festivaler i Sverige.

### Debutalbum och uppföljare
I december 2008 släppte Babian sin första singel Ja sa ja på det nystartade bolaget Troglodyte Records. Debutalbumet Fullproppad, Listtoppad, Livrädd & Uppstoppad släpptes den 4 februari 2009 och blev kritikerrosat. Albumnamnet kommer ifrån en textrad ur inledningsspåret "Babian". Gruppen hade fått mycket uppmärksamhet genom ett framträdande i barnprogrammet Bobster på SVT, där de även råkade slå ut en tand på ett av barnen. Därigenom upptäckte t.ex. musikjournalisten Lennart Persson bandet och kallade det sitt nya favoritband. Babian blev också den sista gruppen Lennart kom att intervjua innan han gick bort. Babian spreds nu även till Danmark och spelade på Roskildefestivalen 2009. Samma vecka gick de in i studion för att spela in uppföljaren.
1-3 oktober 2009 turnerade de tillsammans med Kristian Anttila i Tyskland under paketnamnet Schweinfest. Året avslutades med att singeln "Ingenting + Ingenting" släpptes samt att de blev nominerade till årets rock/metal i P3 Guld. Andra albumet "Hälften Dör Av Fetma" släpptes den 3 februari 2010 vilket även det fick lysande recensioner. Skivan följdes upp med många spelningar samt förbandsspelningar till Timo Räisänen och återbesök på de flesta etablerade festivalerna.
Under sommaren 2010 spelades deras andra singel "Kaka" i P3. Babian hade en fullbokad festivalsommar och fick bl.a. full pott i Dalarnas Tidningar för sitt framträdande på Peace & Love-festivalen. Dessutom skrev de vinjetten till TV-programmet Sommarlov.

### Jullåt, fria nedladdningar och tredje plattan
Efter att ha haft en något strulig period med sitt skivbolag Troglodyte Records så släppte Babian den 3 december en jullåt, nu på skivbolaget Så Länge Skutan Kan Gå Records. Kärlek i paket trycktes i enbart 500 exemplar med b-sidan Bländad. Kärlek i paket fick premiär i Musikhjälpen 2010. Bländad finns ingen annanstans än på den limiterade vinylsingeln.
2011 inleddes med att bandet släppte 5 låtar för gratis nedladdning på sin hemsida. Låtarna var översatta covers i följande ordning:

- 1. Januari - Svartklubb ("Tantsi" av Vopli Vidopliassova)
- 2. Februari - Strunta i tjejerna ("Laisse tomber les filles" av Serge Gainsbourg/France Gall)
- 3. Mars - Jag är sund ("I'm Straight" av Jonathan Richman)
- 4. April - Sju plus Sju är... ("Seven and Seven is" av Love)
- 5. Maj - Krig ("War" av Bob Marley)

Året fortsatte med att bandet gick in i studion för att spela in sitt tredje album. Den 26 september 2012 släpptes singeln Peter Pan. Låten fick ett blandat mottagande eftersom bandet nu använde synthar och låten präglades av en ganska elektronisk ljudbild. Men när albumet Heja dom som vinner! släpptes möttes de av en hyllande kritikerkår.  
Pianoballaden och den andra singeln Ung Man tog sig in på rotation på P3 och bandet fick även framföra den i SVT:s Go'kväll.

### Den Andra Sidan och fortsättning
Det skulle dröja till 14 april 2017, alltså fem år innan man hörde från gruppen igen med singeln Vi Två. Singeln var det första smakprovet från dubbelalbumet Den Andra Sidan som även det skulle få övervägande positivt beröm av kritiker.
När Covid-19-pandemin bröt ut och restriktioner infördes i början av 2020 så hade man egentligen ett nytt album färdigskrivet, men p.g.a. restriktionerna så dröjde det innan Babian tog tag i inspelningarna. Men den 10 december 2021 släpptes singeln Spela Tuff och albumet Alla Andra Gör Det i början av 2023. Albumet var inspelat och producerat av bandet själva och gick ganska obemärkt förbi i media.

## Medlemmar
- Tobias Allvin – sång, gitarr
- Christian Norefalk – basgitarr
- Conny Andersson – gitarr, sång
- Anders Baeck – trummor, sång

## Diskografi

### Album
- 2009 - Fullproppad, Listtoppad, Livrädd & Uppstoppad
- 2010 - Hälften dör av Fetma
- 2012 - Heja dom som vinner!
- 2017 - Den Andra Sidan
- 2023 - Alla Andra Gör Det

### Singlar
- 2008 - Ja sa Ja!
- 2009 - Tillbaka till Djungeln
- 2009 - Ingenting + Ingenting
- 2010 - Oh la la la
- 2010 - Kaka
- 2010 - Kärlek i paket / Bländad (Limiterad 7" vinyl)
- 2012 - Peter Pan[20]
- 2012 - Ung Man
- 2017 - Vi Två
- 2017 - Sprinten i din hand
- 2021 - En dag kommer allt det här få ett slut
- 2021 - Spela Tuff